# 잃어버린 우산
《잃어버린 우산》은 2002년 10월 18일에 MBC에서 방영한 베스트극장이다.

## 등장 인물

### 주요 인물
- 이아현 : 송혜주 역 (아역 김지은)
- 김유석 : 박민호 역 (아역 장호원) - 혜주의 초등학교 동창

### 그 외 인물
- 이종남 : 카페 지배인 역
- 김예령 : 자경 역 - 혜주의 친구
- 이매리 : 만옥 역 - 혜주의 친구
- 변종필 : 혜주의 선배 역 - 카페 사장
- 양재희 : 미스 윤 역 - 민호의 동료
- 양동재 : 만옥의 남편 역
- 최항석 : 카페 사장 역
- 정승재 : 오 기사 역 - 민호의 동료
- 강보라
- 전성애 : 수퍼 주인 역
- 최태준 : 혜주의 친구 역 (아역)